# POISON movie mix
『POISON movie mix』（フリー）は反町隆史5枚目のシングル。1999年12月18日発売。発売元はキティMME。 

## 概要
- 反町隆史主演映画「GTO_(1998年のテレビドラマ)#映画」主題歌。

## 収録曲
全作詞：反町隆史　全作曲：井上慎二郎　全編曲：中山弘
1. POISON movie mix
2. POISON 2000
3. POISON movie mix (Original Backing Tracks)"